# Heinz-Detlef Moosdorf
Heinz-Detlef Moosdorf (* 27. September 1939 in Wurzen; † 1. Oktober 2014) war ein deutscher Maler und Grafiker.

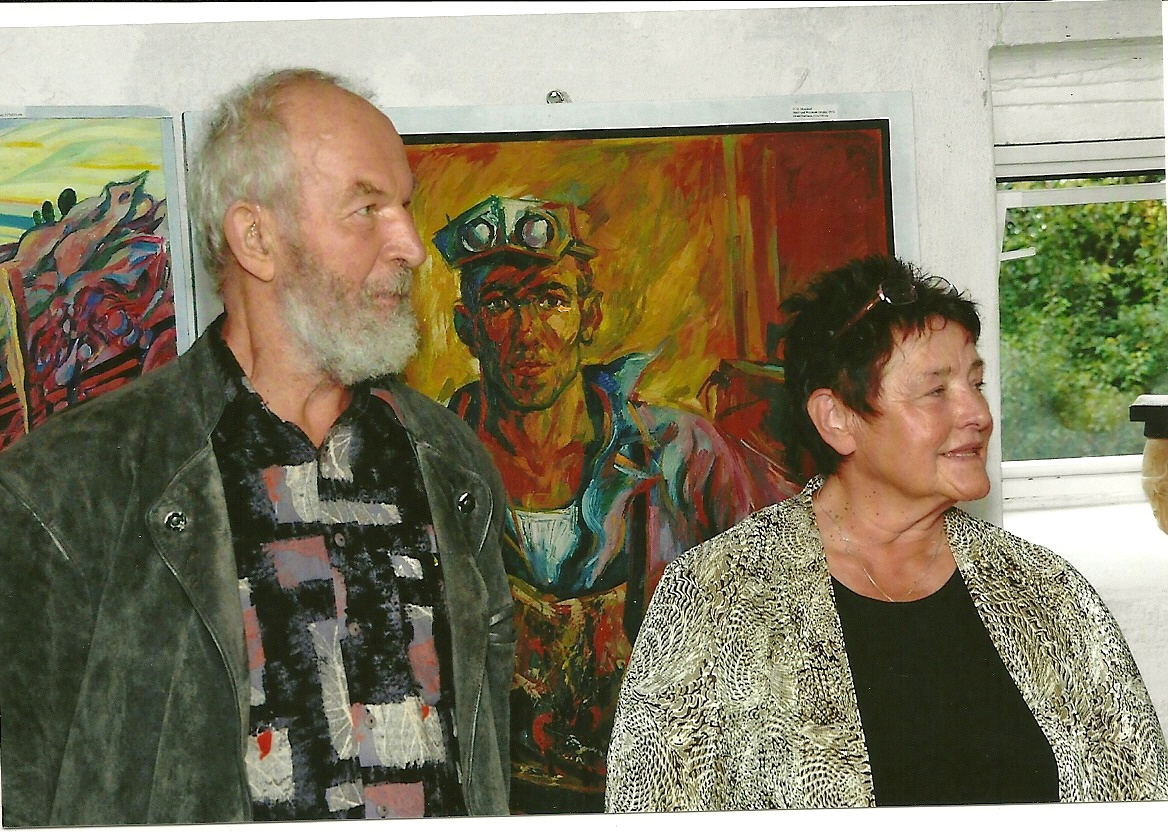
Moosdorf bei der Ausstellungseröffnung „Der Meister und sein Schüler“

## Leben
Nach dem Abitur in Grimma studierte Moosdorf von September 1958 bis Juli 1963 an der Hochschule für Bildende Künste Dresden, unter anderem bei Hans Theo Richter, Günter Horlbeck und Gerhard Augst. Nach dem Diplom lehnte er eine Meisterschülerschaft ab und war stattdessen als freischaffender Künstler in Dresden Burgstädel tätig. Von 1965 bis 1990 war er Mitglied im VBK DDR. Von 1969 bis 1989 hatte er einen Werkvertrag mit dem Stahlwerk Gröditz. Er lehnte eine weitere Meisterschülerschaft, dieses Mal bei Lea Grundig, ab. Es folgten einige Studienreisen: 1969 nach Bulgarien und in die UdSSR mit Künstlerkollegen, wie z. B. Werner Tübke, 1976 nach Afrika zusammen mit Elke Hopfe. Moosdorf fertigte Grafiken bis 1989 für die Plauener Grafikgemeinschaft an.
Moosdorfs Werke sind in den Art-of-Lindberg-Galerien zu sehen, die von seinem Galeristen Eich von Lindberg in Zöblitz und Wermsdorf betrieben werden. Seit 1992 wohnte Moosdorf mit seiner Familie in Haida im Röderland. Im örtlichen Bürgerhaus befindet sich eine Dauerausstellung mit seinen Werken. Des Weiteren finden laufende Ausstellungen in seinem ehemaligen Sommeratelier in Diesbar-Seußlitz statt, die von seiner ehemaligen Frau Dagmar Rosrodowski betreut werden.
Moosdorf verstarb an den Folgen eines Schlaganfalls.

## Werke (Auswahl)
- Porträt Karl Opp / Antiquitätensmmler (Aquatinta-Radierung, 1966)[3]
- Kreuzzug 67 (Serie von 18 Radierung, 1966; ausgestellt 1967/1968 auf der VI. Deutschen Kunstausstellung) u. a.[4]
- Zerstörte Stadt (Linolschnitt, 1975; ausgestellt 1977/1978 auf der VIII. Kunstausstellung der DDR)[5]
- Befreiung (Holzschnitt, 1975; mutmaßlich Unikat)[6]

## Ausstellungen (unvollständig)

### Teilnahme an zentralen und wichtigen regionalen Ausstellungen in der DDR
- 1967/1968 und 1977/1978: Dresden, Albertinum, VI. Deutsche Kunstausstellung und VIII. Kunstausstellung der DDR
- 1969: Leipzig, Messehaus am Markt („Kunst und Sport“)
- 1970 Architektur und bildende Kunst anlässlich des 20. Jahrestags der DDR
- 1970: Berlin, Intergrafik
- 1970: Berlin, Altes Museum („Im Geiste Lenins“)
- 1971: Berlin, Altes Museum („Das Antlitz der Arbeiterklasse in der bildenden Kunst der DDR“)
- 1971: Leipzig („Realistische Grafik“)
- 1974: Erfurt („Kunst für uns“)
- 1972, 1979 und 1985: Dresden, Bezirkskunstausstellungen
- 1981: Dresden („25 Jahre NVA“)
- 1985: Erfurt, Gelände der Internationalen Gartenbauausstellung („Künstler im Bündnis“)
- 1986: Cottbus, Staatliche Kunstsammlung („Soldaten des Volkes - dem Frieden verpflichtet. Kunstausstellung zum 30. Jahrestag der Nationalen Volksarmee.“)

### Ausstellungen seit der deutschen Wiedervereinigung
- 2010 in Riesa
- 2010 Umweltzentrum Auterwitz
- 2011 „Der Meister und sein Schüler“, Gemeinschaftsausstellung mit seinem Schüler Eich von Lindberg und dem Künstler Rainer Wriecz in der Art-of-Lindberg-Galerie, Grundau
- 2011 Unruhig ist unser Herz, Berlin
- 2012 „DDR-Realismus/Erz-Realismus“, Gemeinschaftsausstellung mit seinem Schüler Eich von Lindberg im Bergmagazin Marienberg
- 2012 „1. Kreisausstellung“, Gemeinschaftsausstellung mit Werken von Rudolf Bergander, Lea Grundig, Karl-Georg Hirsch und Eich von Lindberg in der Art-of-Lindberg-Galerie, Grundau
- 2013 „6. Grundauer Kunstausstellung“, Gemeinschaftsausstellung mit Werken von Wilhelm Rudolf, Werner Haselhuhn, Moritz Holländer, Werner Fröbel, Eich von Lindberg in der Art-of-Lindberg-Galerie, Grundau
- 2014 Einzelausstellung in der Kleinen Galerie „Hans Nadler“, Elsterwerda[7]
- 2014 „6. Weltausstellung der bildenden Künste in Grundau“, Gemeinschaftsausstellung mit Werken von Werner Fröbel, Kurt Querner, Werner Haselhuhn, Johannes Grützke, Hans-Theo Richter und Eich von Lindberg in der Art-of-Lindberg-Galerie, Grundau
- 2019 „Der Meister und sein Schüler“, mit Werken von Heinz-Detlef Moosdorf und seinem Schüler und Galeristen Eich von Lindberg im Wermsdorfer Nussbaum-Haus[8]
- 2019: Wien, Galerie Hochdruck („Message Control. Politische und gesellschaftskritische Grafik von der Reformation bis heute“)

## Auszeichnungen
- FDGB Kunstpreis für sein Werk Stahlwerkbrigade
- 1972 zusammen mit Gret Palucca Kunstpreis der FDJ
- 1971 Verdienstmedaille der NVA in Silber
- 1971 Kunstpreis des Edelstahlwerkes Freital

### Zeitungsartikel (Auswahl)
- Ines Klut: Lausitzer Rundschau „Heinz-Detlef Moosdorf eröffnet heute Ausstellung in Gut Saathain“ in Lausitzer Rundschau, 30. April 2010
- 1. Kreisausstellung in Grundau „Ein Ende ist nicht abzusehen – Eich von Lindberg eröffnet erste Kreisausstellung – weitere werden folgen“ in „Panorama – Informationen aus dem Erzgebirge“, September 2012
- Christian Kunze: Oschatzer Allgemeine Zeitung „Wermsdorfer-Nussbaum-Haus-beherbergt-jetzt-Kunst-Galerie“  in Oschatzer Allgemeine Zeitung, 1. Oktober 2019